# Anomobryum laceratum
Anomobryum laceratum är en bladmossart som beskrevs av Brotherus 1903. Anomobryum laceratum ingår i släktet Anomobryum och familjen Bryaceae. Inga underarter finns listade i Catalogue of Life.